# Okrug di Sukhumi
L'Okrug di Sukhum o di Sukhumi (in russo : Сухумскій округъ ; in georgiano სოხუმის ოკრუგი?; in abcaso Аҟəа aҭyҧ) era un okrug (distretto) amministrativo speciale nel Vicereame del Caucaso dell'Impero russo, facente parte del Governatorato di Kutaisi dal 1883 al 1905. Il centro amministrativo del distretto era la città portuale di Sukhumi sul Mar Nero. L'okrug confinava con il Governatorato di Kutaisi a sud-ovest, l'Oblast del Kuban' a nord e il Governatorato del Mar Nero a nord-ovest e in termini di area corrispondeva alla gran parte dell'attuale Abkhazia. Durante il 1905-1917 l'Okrug di Sukhumi fu una delle più piccole unità amministrative indipendenti (non facenti parte di nessuna provincia o regione) dell'Impero russo, seconda solo all''Okrug di Zakatal.

## Storia
Nel 1864, quando il Principato di Abkhazia fu abolito, il suo territorio, insieme a Tsebelda, Samurzakan e l'ex comunità di Pskhu, divenne il distretto militare di Sukhum (Sukhumsky Voenny Otdel), con un'area totale di 6.942 verste quadrate e una popolazione di 79.195 abitanti. Tra il 1864 e la rivolta del 1866, il distretto militare di Sukhum fu diviso amministrativamente in tre okrug (Abkhaz, Bzyb e Abzhua) e due pristavstvos (Tsebelda e Samurzakan).
Nel 1883, il distretto militare di Sukhum (otdel  divenne l'Okrug di Sukhumi e fu incorporato nel Governatorato di Kutaisi.
Nel 1905, il distretto di Sukhumi (okrug) fu rimosso dal Governatorato di Kutaisi e posto direttamente sotto il Vicereame del Caucaso.

## Divisioni amministrative
I quattro uchastok (sotto-distretti) dell'Okrug di Sukhumi erano:
- Gudauta (Гудаутский участок)
- Gumista (Гумистинский участок)
- Kodor (Кодорский участок)
- Samurzakan (Самурзаканский участок)

## Demografia

### Censimento dell'Impero russo (1897)
Secondo il censimento dell'Impero russo del 1897, l'Okrug di Sukhumi aveva una popolazione di 106.179 abitanti, di cui 59.836 uomini e 46.343 donne. La maggior parte della popolazione indicò l'abkhazo come lingua madre, con significative minoranze linguistiche mingreliane, armene, greche e russe.
| Lingua      | Madrelingua | %      |
| ----------- | ----------- | ------ |
| Abcaso      | 58.697      | 55.28  |
| Mingreliano | 23.810      | 22.42  |
| Armeno      | 6.552       | 6.17   |
| Greco       | 5.393       | 5.08   |
| Russo       | 5.135       | 4.84   |
| Georgiano   | 1.830       | 1.72   |
| Turco       | 1.347       | 1.27   |
| Ucraino     | 809         | 0,76   |
| Estone      | 604         | 0,57   |
| Tedesco     | 406         | 0,38   |
| Polacco     | 234         | 0,22   |
| Persiano    | 186         | 0.18   |
| Tataro      | 171         | 0.16   |
| Imerezino   | 141         | 0.13   |
| Ebreo       | 136         | 0.13   |
| Rumeno      | 133         | 0.13   |
| Svan        | 92          | 0.09   |
| Lituano     | 72          | 0.07   |
| Bielorusso  | 67          | 0.06   |
| Avaro       | 26          | 0.02   |
| Osseto      | 11          | 0.01   |
| Inglese     | 6           | 0.01   |
| Curdo       | 2           | 0.00   |
| Kazi-Kumukh | 1           | 0.00   |
| Altri       | 318         | 0.30   |
| TOTALE      | 106.179     | 100.00 |

### Calendario caucasico (1917)
Il calendario caucasico del 1917 che produsse le statistiche del 1916 indicava 209.671 residenti nell'Okrug di Sukhumi, inclusi 127.619 uomini e 82.052 donne, 135.838 dei quali erano la popolazione permanente e 73.833 residenti temporanei.
| Nazionalità        | Urbana | Rurale  | TOTALE  | TOTALE |
| ------------------ | ------ | ------- | ------- | ------ |
| Cristiani asiatici | 4.700  | 98.464  | 103.164 | 49,2%  |
| Georgiani          | 25.156 | 25.227  | 50.383  | 24,0%  |
| Russi              | 18.890 | 6.585   | 25.475  | 12,2%  |
| Armeni             | 8.250  | 12.493  | 20.743  | 9,9%   |
| Altri europei      | 1.720  | 4.928   | 6.648   | 3,2%   |
| Turchi             | 2.390  | 0       | 2.390   | 1,1%   |
| TOTALE             | 61.974 | 147.697 | 209.671 | 100,0% |

### Esplicative
1. ↑  Noto in seguito come azero.
2. ↑  Molti abkhazi e greci furono inclusi nel numero dei cristiani asiatici.
3. ↑  Molti mingreliani furono inclusi nel numero dei georgiani.
4. ↑  Molti estoni furono inclusi nel numero degli europei.

### Bibliografiche
1. ↑   Tsutsiev, Arthur, Atlas of the ethno-political history of the Caucasus, 2014,  p. 173.
2. ↑   Tsutsiev, Arthur, Atlas of the ethno-political history of the Caucasus, 2014,  p. 162.
3. ↑   Tsutsiev, Arthur, Atlas of the ethno-political history of the Caucasus, 2014,  p. 174.
4. 1 2   Демоскоп Weekly - Приложение. Справочник статистических показателей., su www.demoscope.ru. URL consultato il 29 giugno 2022.
5. ↑  (RU) Кавказский календарь .... на 1917 год,  pp. 363-364.